# Cyrtopogon flavimanus
Cyrtopogon flavimanus är en tvåvingeart som först beskrevs av Johann Wilhelm Meigen 1820.  Cyrtopogon flavimanus ingår i släktet Cyrtopogon, och familjen rovflugor. Enligt den finländska rödlistan är arten nära hotad i Finland. Arten har ej påträffats i Sverige. Artens livsmiljö är moskogar.